# Crocus banaticus
Espèce
Classification phylogénétique
Crocus banaticus est une espèce de plantes à fleurs monocotylédones de la famille des Iridaceae et du genre Crocus. Elle est présente dans les Balkans, notamment en Roumanie, en Serbie et dans le sud-ouest de l'Ukraine. Elle pousse entre 130 et 700 m d'altitude, dans les pelouses et dans les bois clairs, et fleurit en automne entre septembre et octobre.

## Caractéristiques
Crocus banaticus est une petite plante herbacée à corme. La tunique recouvrant le corme est finement parallèle et fibreuse à la base. Les feuilles vert foncé ont environ 6 mm de largeur. La fleur, généralement dans les tons de mauve, porte trois pétales érigés nettement plus petits que les trois sépales pétaloïdes Les anthères sont jaune vif. Le style, de couleur mauve, est très divisé, ce qui lui donne une allure plumeuse. La floraison est automnale.

## Écologie

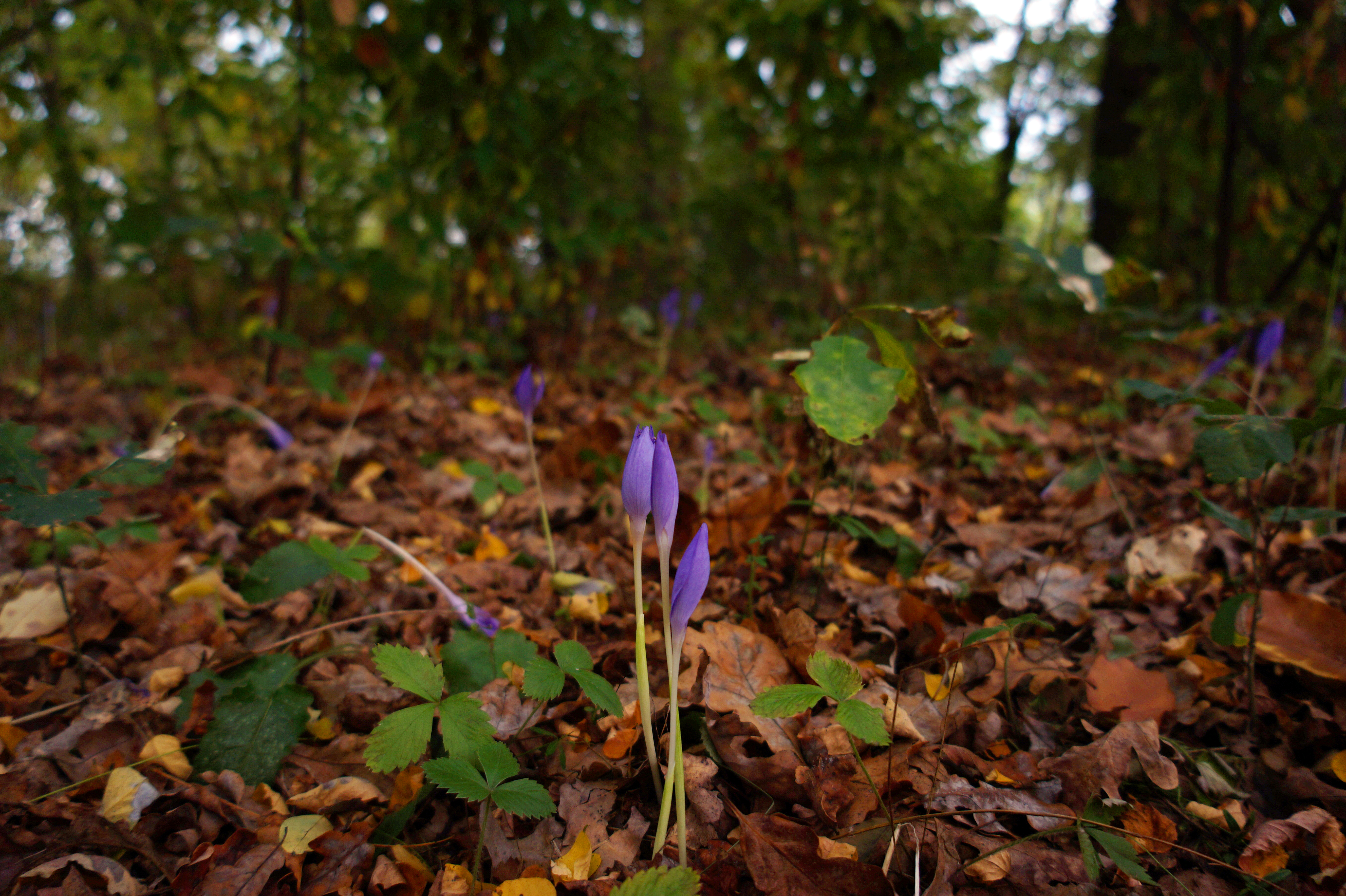
Crocus banaticus (Ukraine).

Crocus banaticus est indigène de Tchécoslovaquie, Hongrie, Roumanie, Ukraine et de Yougoslavie. Cette plante est notamment présente au sein des Carpates ukrainiennes et plus spécifiquement dans le sud-est, dont font partie la Tchornohora et la Marmatie.

## Taxonomie et classification
Crocus banaticus a pour synonymes :
- Crocus herbertianus Körn.
- Crocus iridiflorus Heuff. ex Rchb.
- Crocus nudiflorus Schult.